# Angelo Cristofari
Angelo Cristofari (Frosinone, 19 agosto 1922 – ...) è stato un politico e dirigente sportivo italiano.

## Biografia
Imprenditore, fu attivo politicamente a Frosinone nelle file della Democrazia Cristiana, partito con il quale venne eletto più volte in consiglio comunale. Ricoprì l'incarico di assessore e venne eletto sindaco di Frosinone nell'ottobre 1989, dopo le dimissioni di Dante Schietroma. Rimase in consiglio comunale fino al 1995.
Fu presidente del Frosinone Calcio, del quale fu rifondatore con la nascita dello Sporting Club nel 1963.